# Edmunds Dukulis
Edmunds Dukulis (Riga, 21 giugno 1992) è un ex cestista lettone.

## Carriera
Edmunds Dukulis, dall'esordio in Prima Squadra nel 2007 sino al 2010, resta a giocare in Lettonia. Nel 2007 prima con l'ASK Kadeti-2 Riga, poi nell'estate del 2008 passa al VEF Riga dove rimane per una stagione e mezza prima di trasferirsi in prestito al BA Turība per restarci sino al 2010. Nell'estate dello stesso anno firma per la Pall. Cantù, squadra della Serie A italiana.